# Felton (Delaware)
Felton ist eine Stadt des Kent County im US-amerikanischen Bundesstaat Delaware. Im Jahre 2010 lebten 1298 Einwohner in Felton. 

## Geographie
Felton liegt auf 39°0'37" nördlicher Breite und 75°34'36" westlicher Länge. Etwa 20 Kilometer entfernt liegt Dover im Norden. Wilmington befindet sich 70 Kilometer nördlich. In einer Entfernung von rund 20 Kilometern befindet sich die Delaware Bay in östlicher Richtung.

## Geschichte
Erste historische Bauten gehen auf das Jahr 1850 zurück. 1868 wurde eine Bahnstation errichtet und 1883 erfolgte die Gründung einer örtlichen Feuerwehr.
Die Stadt ist in den letzten Jahren stark gewachsen. Die Einwohnerzahl erhöhte sich zwischen den Jahren 2000 und 2010 um 65,6 %.

## Demografische Daten
Im Jahre 2010 wurde eine Einwohnerzahl von 1298 Personen ermittelt. Das Durchschnittsalter der Bewohner betrug 2010 37,1 Jahre. Mit 17,7 % stellen die Vorfahren aus Deutschland den größten Anteil, gefolgt von Einwohnern mit irischen Wurzeln, die 16,3 % ausmachen.